# René Rogge
René Rogge (* 1985 in Grimma) ist ein deutscher Künstler, der als Illustrator, Cartoonist und Grafik-Designer arbeitet.

## Leben
Von 2006 bis 2013 studierte er an der Kunsthochschule Kassel Visuelle Kommunikation. Von 2010 bis 2011 war er an der Hochschule für Angewandte Wissenschaften Hamburg. 2012 bis 2015 war er Mitgründer und Mitarbeiter von Tokonoma e.V.
Er ist seit 2013 freier Illustrator, Cartoonist und Grafik-Designer. Im Sommer 2017 leitete Rogge einen Comic-Kurs bei den Buchkindern Kassel.
Er lebt in Kassel.

## Werke
- René Rogge: Paper. Rotopolpress, Kassel 2008.
- René Rogge: Conversation between a Ninja & a Fox. Rotopol, Kassel 2010.
- René Rogge: Plus Minus Null. Mückenschwein Verlag, Stralsund 2015.
- René Rogge: Pyramids. Rotopol, Kassel 2016.

## Auszeichnungen
- 2013: Hessischer Hochschulpreis für Exzellenz in der Lehre
- 2014: Kulturförderpreis der Stadt Kassel
- 2015: Finalist beim Comicbuchpreis der Berthold Leibinger Stiftung (mit dem Comic Plus Minus Null)[2]
- 2018: Finalist beim Comicbuchpreis der Berthold Leibinger Stiftung (mit dem Comic Brief an einen Schriftsteller)[3][4]